# 木谷綜合学園
木谷綜合学園（きだにそうごうがくえん）とは富山県に本部を置く小学生向けのそろばん教室である。設立は1965年。富山を中心に東京都、兵庫県、滋賀県などにも展開し、教室数は340。
全国大会や関東地区珠算競技大会など様々な行事も行われている。